# Diệp long lá to
Diệp long lá to (danh pháp khoa học: Pereskia grandifolia) là một loài thực vật có hoa trong họ Cactaceae. Loài này được Haw. mô tả khoa học đầu tiên năm 1821.

## Hình ảnh

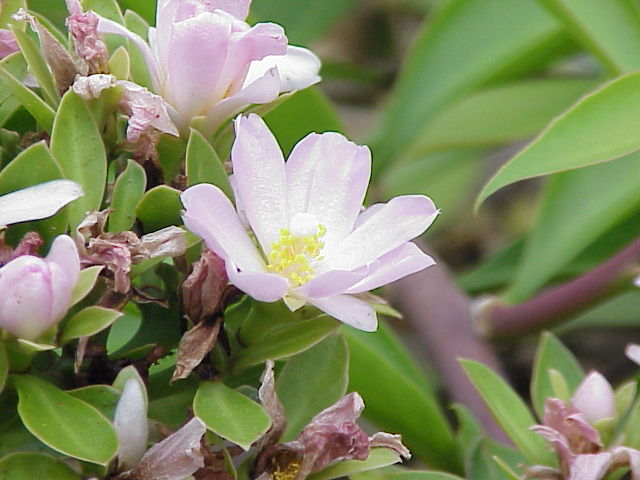
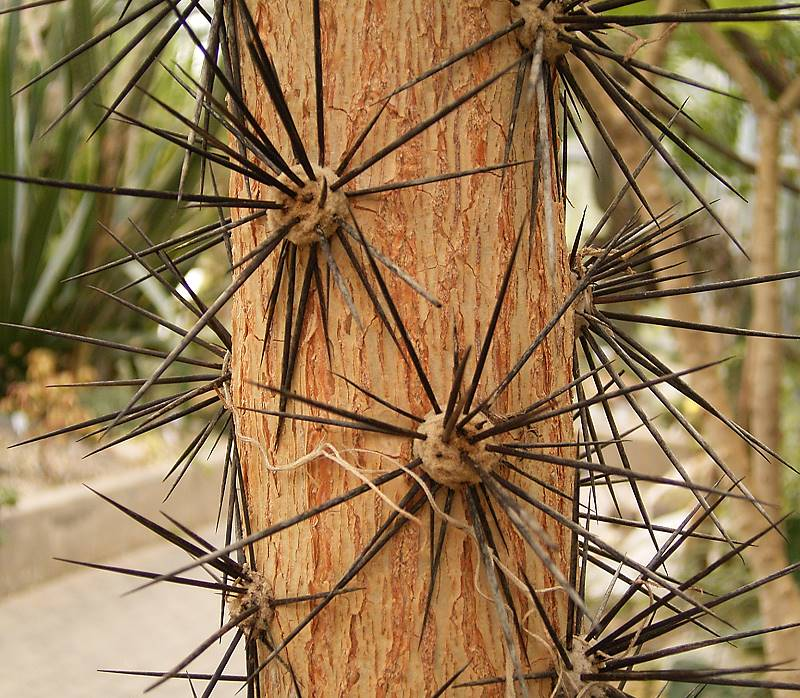
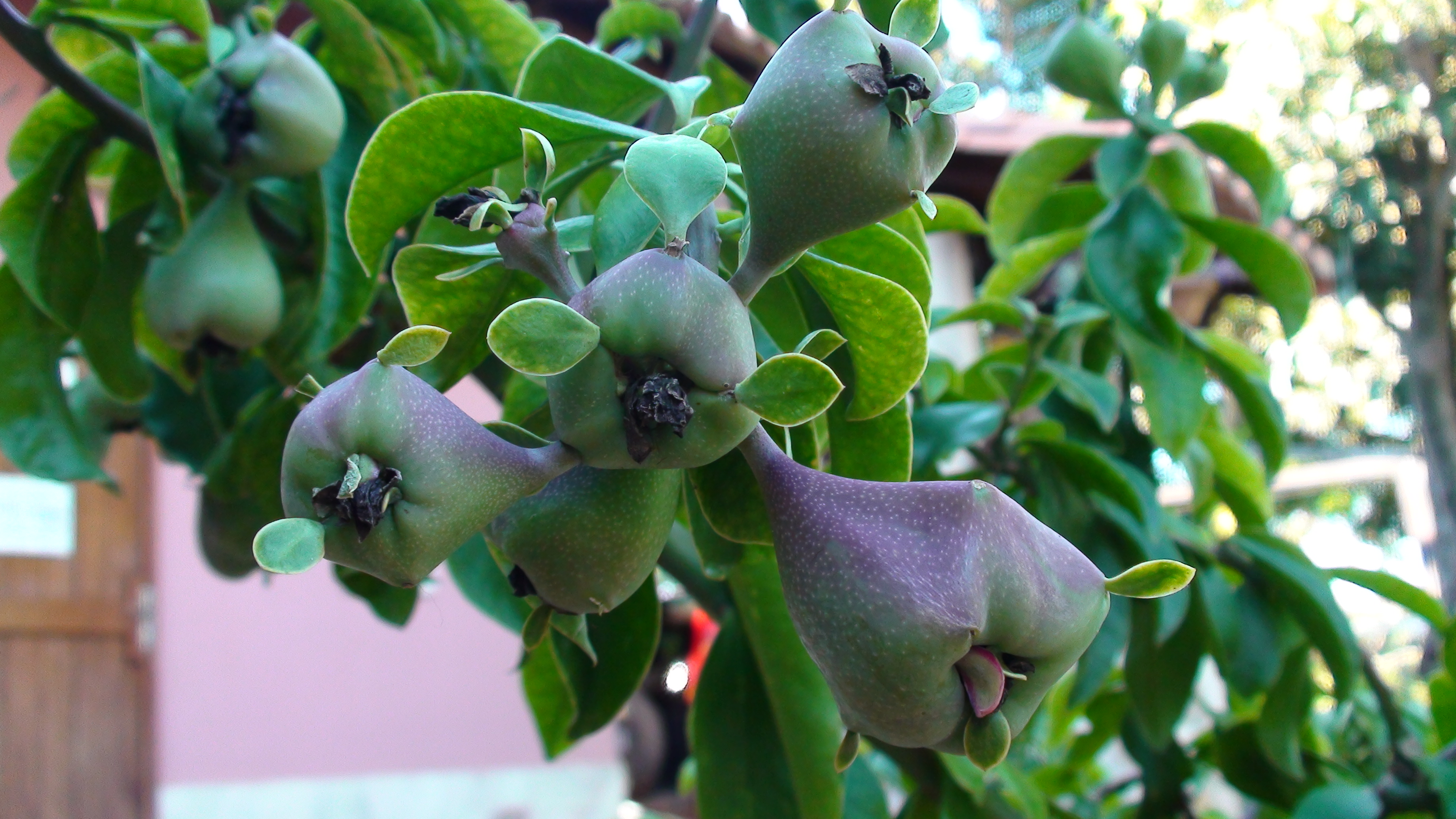
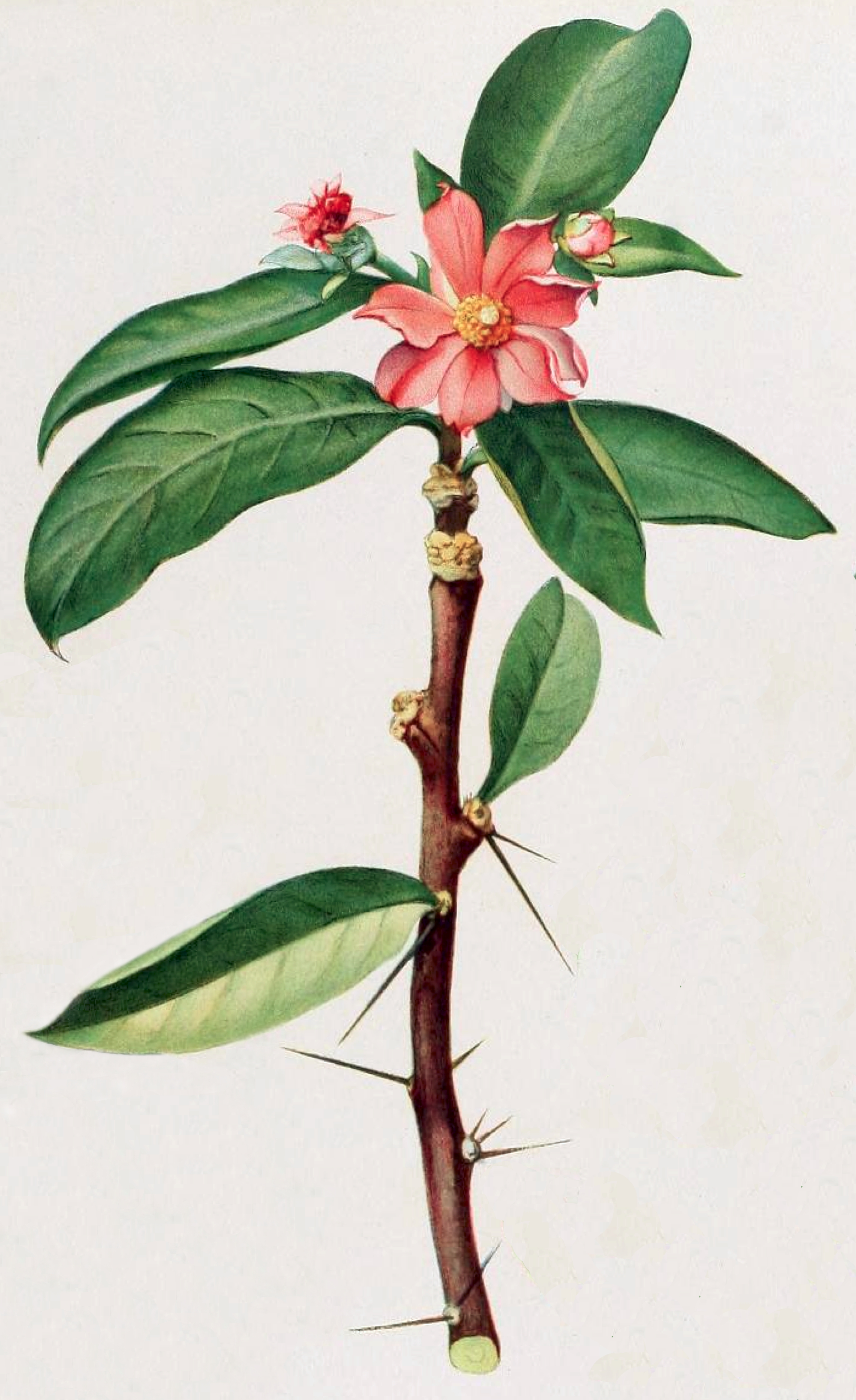